# Стрітенська сільська рада (Волноваський район)
| Стрітенська сільська рада — орган місцевого самоврядування у Волноваському районі Донецької області з адміністративним центром у с. Стрітенка. Згідно постанови Верховної Ради України від 04 лютого 2016 року № 984-VIII село Октябрське перейменовано на село Стрітенка. Сільській раді підпорядковані населені пункти: - с. Стрітенка - с. Лазарівка - с. Петрівка - с. Шевченко |

## Склад ради
Рада складається з 12 депутатів та голови.

## Керівний склад сільської ради
| ПІБ                       | Основні відомості                                                 | Дата обрання | Дата звільнення |
| ------------------------- | ----------------------------------------------------------------- | ------------ | --------------- |
| Джгун Наталя Вікторівна   | Сільський голова, 1964 року народження, освіта вища, позапартійна | 26.03.2006   | 31.10.2010      |
| Шпоренко Тетяна Федорівна | Сільський голова, 1957 року народження, освіта вища, позапартійна | 31.10.2010   |                 |

Примітка: таблиця складена за даними джерела